# Hemileuca harrisi
Hemileuca harrisi är en fjärilsart som beskrevs av Charles Oberthür 1914. Hemileuca harrisi ingår i släktet Hemileuca och familjen påfågelsspinnare. Inga underarter finns listade i Catalogue of Life.